# Caiza colliculosa
Caiza colliculosa is een hooiwagen uit de familie Sclerosomatidae. De wetenschappelijke naam van Caiza colliculosa gaat terug op Roewer.